# Transgenialer CSD

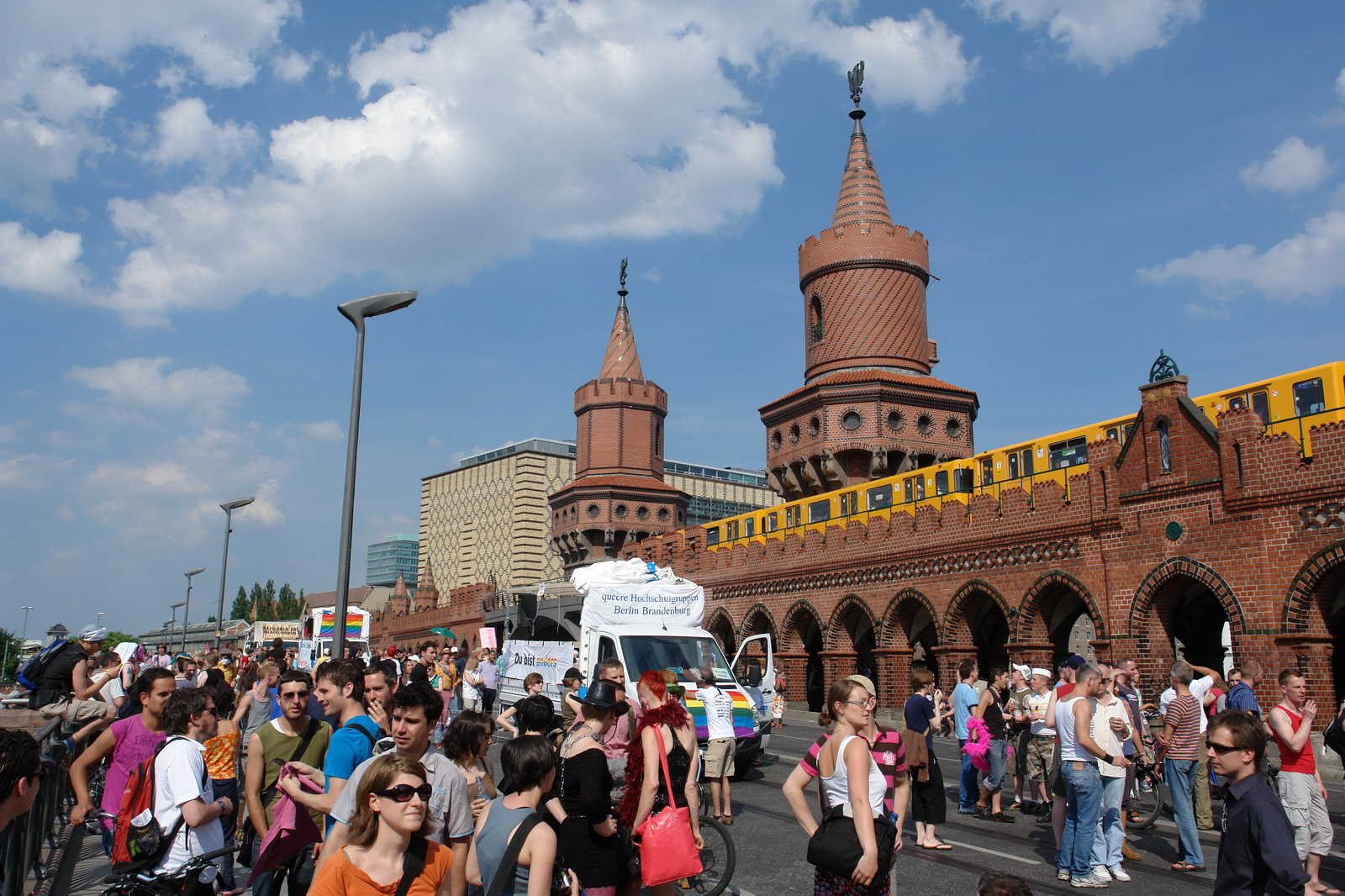
Der Transgeniale CSD 2006 auf der Oberbaumbrücke

Der Transgeniale CSD war eine von 1998 bis 2013 jährlich am 4. Junisamstag stattfindende Demonstration von queeren Menschen in Berlin-Kreuzberg und umliegenden Berliner Ortsteilen. Er verstand sich als politische Alternative zum inzwischen als zu kommerzialisiert empfundenen Christopher Street Day, mit dem er in Berlin meist gleichzeitig stattfindet.
Von 2014 bis 2016 waren mit dem Kreuzberger CSD alternative Berliner CSD-Nachfolgedemonstrationen organisiert. Sie richteten sich wie der Transgeniale CSD gegen Homophobie, Transphobie, gegen die Diskriminierung von Schwulen, Lesben, Bisexuellen, Trans*-Personen und intergeschlechtlichen Menschen, und gegen Heteronormativität und Rassismus. Zudem thematisierten sie gesellschaftliche Phänomene wie Gentrifizierung, Abschiebung und prekäre Arbeitsbedingungen.

## Organisation
Der alternative Berliner CSD wurde basisdemokratisch in offenen Plenen organisiert. Parteien, Nationalsymbole und kommerzielle Unternehmen waren unerwünscht. Mehrfach wurde sogar diskutiert, als einzige Fahne die rosa Tuntenfahne zuzulassen, die einen schwarzen Stern mit einem silbernen Stöckelschuh zeigt. Traditionell endet die Demonstration mit einem Straßenfest am Heinrichplatz.

## Geschichte
Anfang 1997 äußerte sich der damalige Fraktionsvorsitzende der Berliner CDU Landowsky in einer Rede vor dem Berliner Abgeordnetenhaus abfällig über die Entwicklung Berlins.

„Es ist nun einmal so, dass dort wo Müll ist Ratten sind, und dass dort, wo Verwahrlosung herrscht, Gesindel ist. Das muss in dieser Stadt beseitigt werden.“

Aus Protest gegen diese Aussage entstand der „Rattenwagen“, auf dem die Insassen symbolisch im Dreck wühlten und andere Paradeteilnehmer damit bewarfen. Der Wagen des SO 36, welcher gegen die neu eingeführten „Wagengebühren“ des „großen CSD“ und die damit verbundene Kommerzialisierung der Veranstaltung protestierte, bildete zusammen mit dem „Rattenwagen“ den hinteren Teil der Demonstration. Als im Verlauf der Demonstration parkende Autos von Dreckspritzern des „Rattenwagen“ getroffen wurden, spaltete die Polizei den hinteren Teil der Demonstration ab und beschlagnahmte den „Rattenwagen“. Als Reaktion auf die als überzogen empfundene Polizeiaktion und die Duldung der Veranstaltungsleitung dieser, formierte sich ein spontaner Demonstrationszug nach Kreuzberg. Im folgenden Jahr fand daraufhin erstmals der „Kreuzberger CSD“ als Zusatzangebot und in Kooperation mit dem „großen CSD“ statt, wobei einige Wagen zunächst am „großen CSD“ teilnahmen und die Demonstration anschließend in Kreuzberg fortführten. In den folgenden Jahren nahm die Kommunikation und Zusammenarbeit beider Veranstaltungen jedoch kontinuierlich ab.

### 2002
Der CSD am 22. Juni 2002 begann um 16 Uhr am Oranienplatz und führte unter dem Motto „Seid furchtbar und mehret Euch!“ mit einer besonders kurzen Route zum Heinrichplatz. Die zwölf Forderungen der Demonstration wurden mit Anspielung auf die Zehn Gebote formuliert und richteten sich gegen Krieg, Abschiebung, Rassismus, Schutz der Ehe, Ausgrenzung, Genitalverstümmelung und für ein Mindesteinkommen, sowie die Förderung kultureller Projekte.

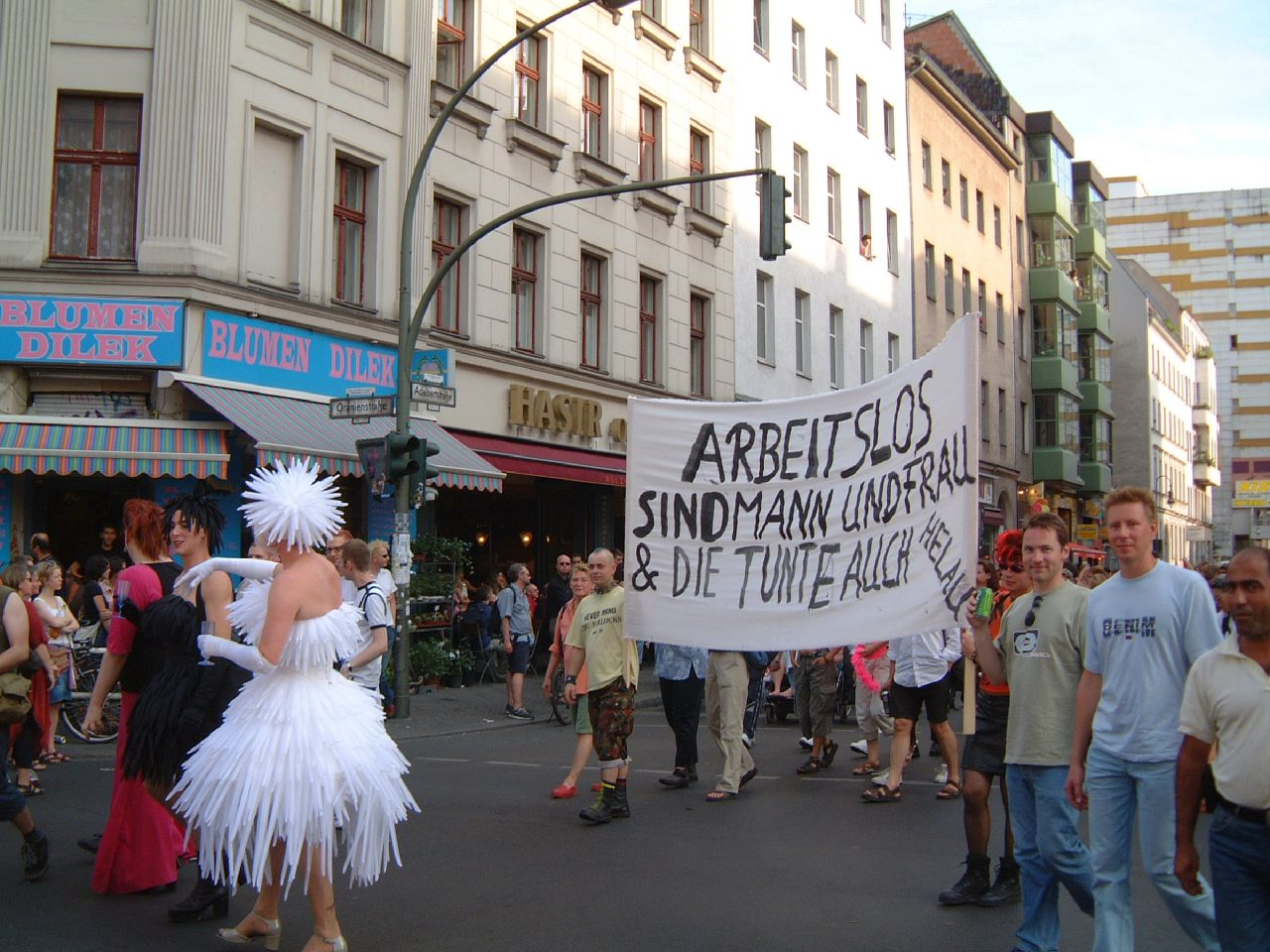
Transgenialer CSD 2003

### 2003
2003 kam es bereits beim Startpunkt am Hermannplatz zu Auseinandersetzungen und Rangeleien mit einer Gruppe mit dem Namen Queer for Israel, nachdem diese drei israelische und eine US-amerikanische Fahne entrollten und seitens der Veranstalter aufgefordert wurden, diese wieder zu entfernen, da Nationalfahnen unerwünscht waren.

### 2004
Der Transgeniale CSD am 26. Juni 2004 war zahlreicher besucht als die Jahre zuvor und war von verschiedenen Kunstaktionen geprägt. Während eines Zwischenstopps am Hermannplatz verteilten Aktivisten beispielsweise als „Geschenk für Karstadt“ ausgezeichnete Produkte in den Verkaufsregalen, um gegen Neoliberalisierung und prekäre Arbeitsbedingungen zu protestieren.

### 2005
Unter dem Motto „Keine Norm für Niemand“ führte die Demonstration 2005 bei Regen vom Hermannplatz über das Kottbusser Tor zum Heinrichplatz. Aufgrund mangelnder Organisationsbeteiligung wurde die Veranstaltung zunächst als letzter Transgenialer CSD ausgerufen. Im Vordergrund stand dabei vor allem das Thema Heteronormativität.

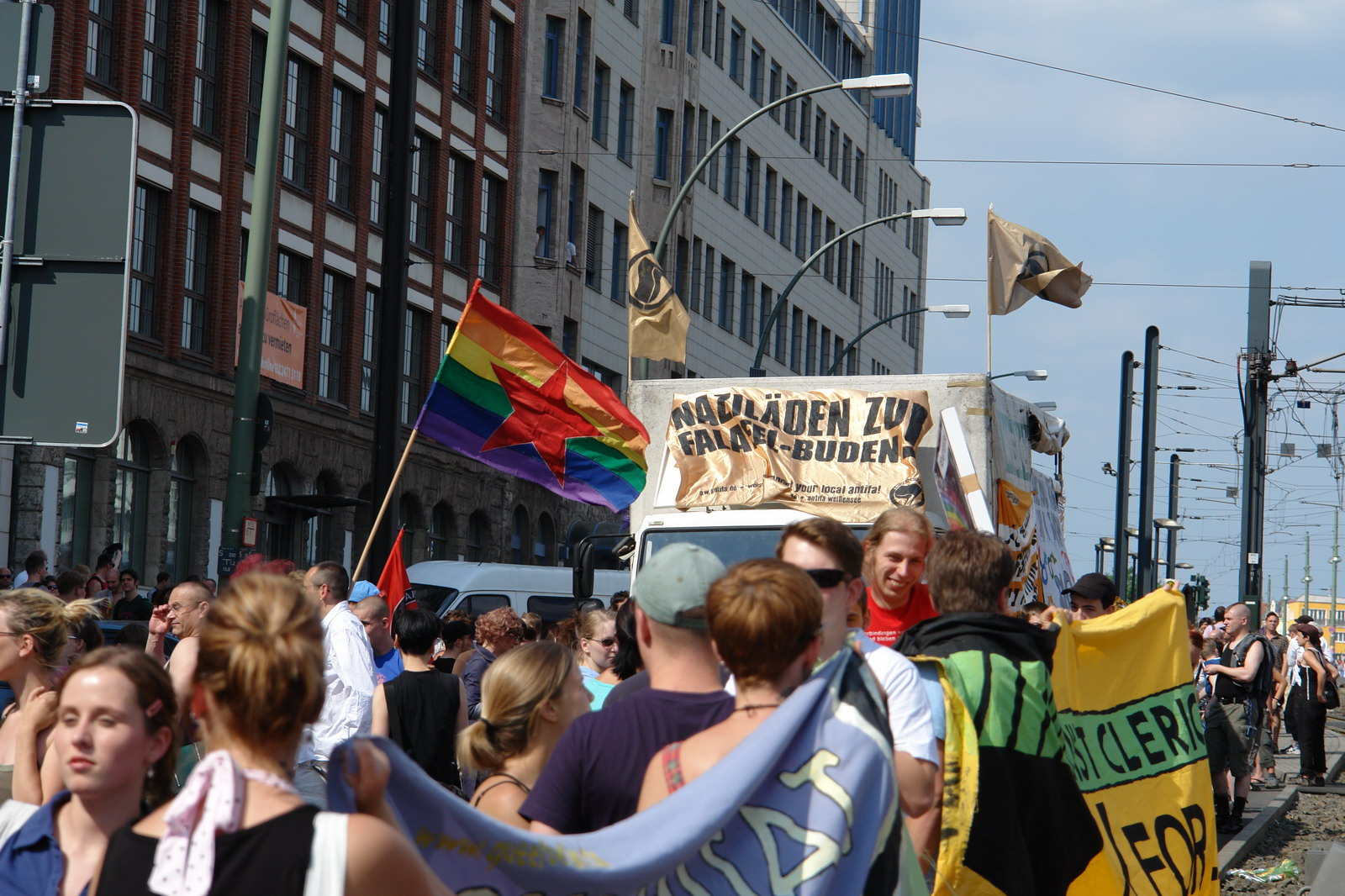
2006 auf der Warschauer Straße

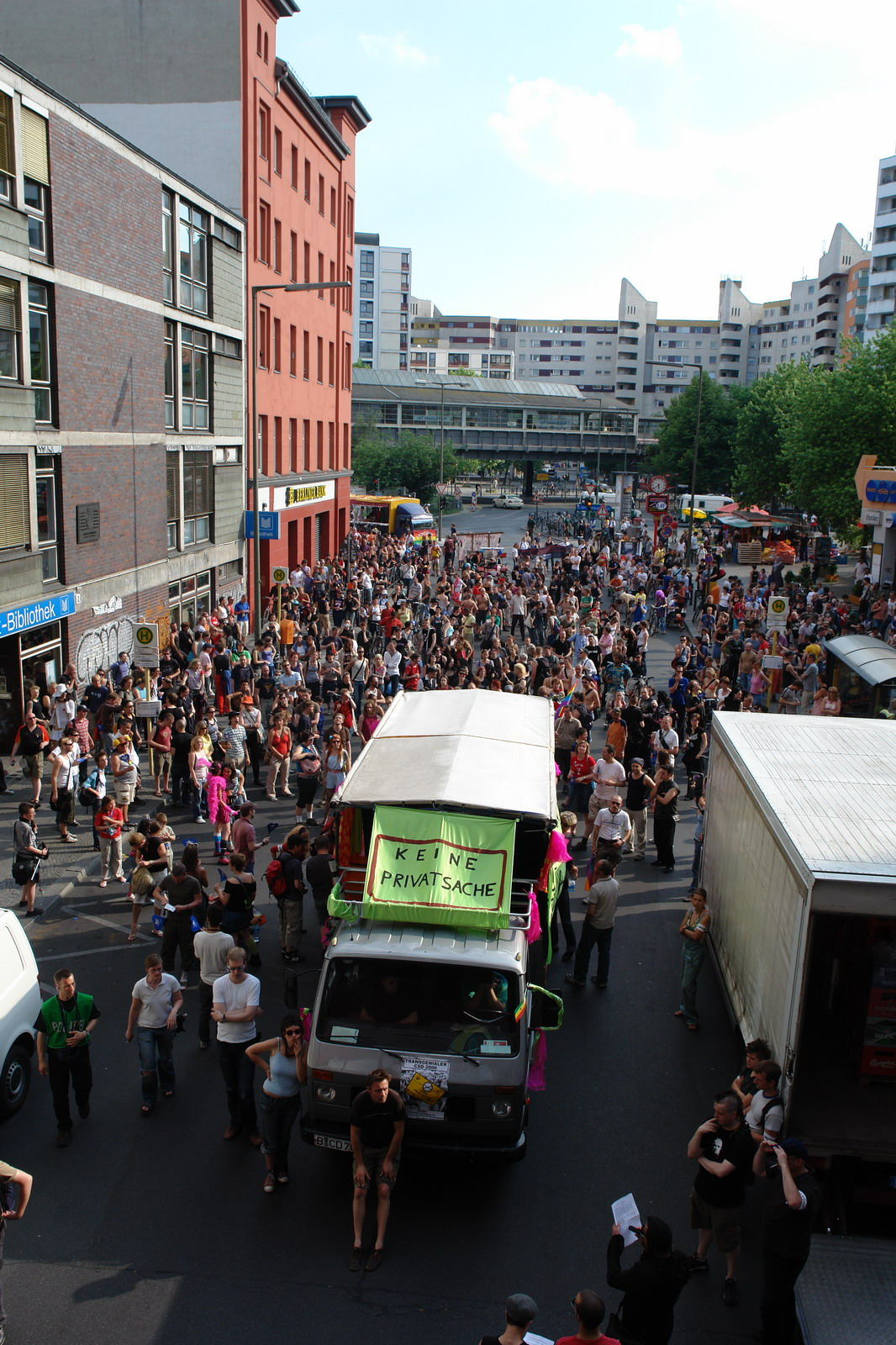
Ansprache am Kottbusser Tor 2006: ein Coming-out

### 2006
Erstmals fand der Transgeniale CSD im Jahr 2006 nicht zeitgleich mit dem großen CSD statt, da dieser aufgrund der Fußball-Weltmeisterschaft 2006 verlegt wurde. Der Transgeniale CSD startete dennoch am 24. Juni um 14 Uhr am Frankfurter Tor, da er sich „bewusst als Kontrapunkt zur WM, grölenden Männerhorden und Nationalismus“ verstand und zog über die Oberbaumbrücke nach Kreuzberg. Neben homosexuellen Themen wurden zudem konkret prekäre Arbeitsbedingungen bei Lidl sowie Rechtsextremismus, Stadtumstrukturierungspläne und Gentrifizierung thematisiert.

### 2007
Im Jahre 2007 kam es auf dem 10. Transgenialen CSD unter dem Motto „10 Jahre für das Dagegensein“ erstmals zu Auseinandersetzungen mit der Polizei, als zwei Personen in Gewahrsam genommen wurden, nachdem sich ein Demonstrant einen Büstenhalter um das Gesicht hängte, um das Vermummungsverbot zu parodieren. Bereits zuvor wurde der begleitenden Hundertschaft 23 während des Umzugs ein eskalationsförderndes Verhalten vorgeworfen. Seitens der Veranstalter wurde daraufhin eine Dienstaufsichtsbeschwerde eingereicht. Ein Gerichtsverfahren endete mit Freispruch.

### 2008
Im Jahr 2008 fand bereits wenige Wochen vor dem Transgenialen CSD eine ähnliche Veranstaltung statt. Nachdem im Anschluss an eine Drag-Veranstaltung im SO36 mehrere Personen, angeblich von Anhängern der rechtsradikalen türkischen Partei Graue Wölfe, körperlich attackiert wurden, versammelten sich am Abend des darauffolgenden Tages an die 2.000 Menschen auf einer Spontandemonstration in Kreuzberg, um gegen die homophoben Übergriffe zu demonstrieren.
Am 28. Juni 2008 versammelten sich etwa 3.000 Menschen unter dem Motto „Des Wahnsinns fette Beute – gegen Vertreibung; gegen Diskriminierung; gegen Kommerzscheiße“ zum Transgenialen CSD.

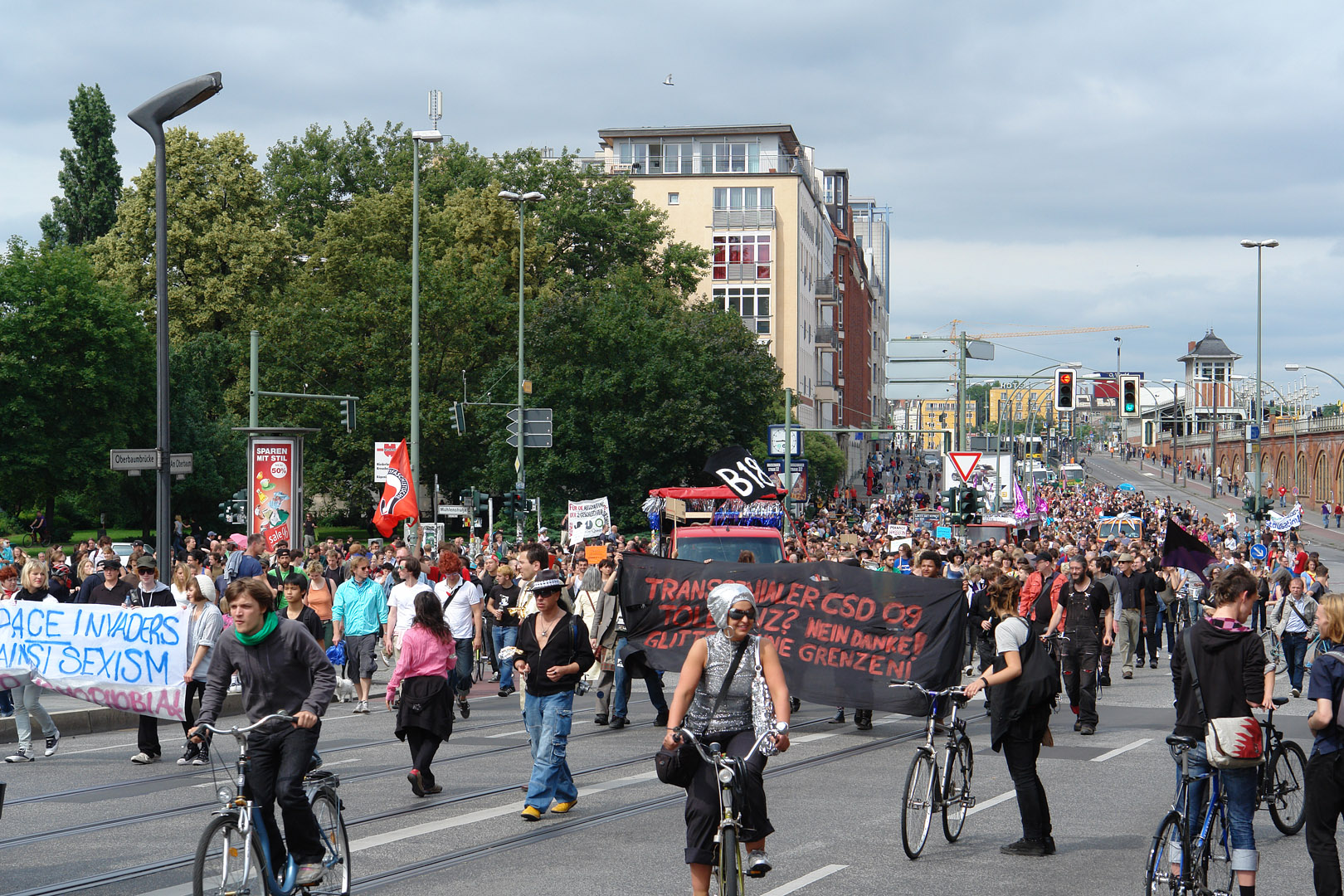
Transgenialer CSD 2009

### 2009
Der Transgeniale CSD 2009 fand unter dem Motto „Toleranz? Nein Danke! Glitter ohne Grenzen!“ statt, womit Kritik an den Toleranzparolen des Mainstreams geäußert wird, die nach Auffassung der Veranstalter Ausdruck einer diskriminierenden und ausgrenzenden Haltung sind. Am Rande der Demonstration kam es am U-Bahnhof Schlesisches Tor zu einer Auseinandersetzung mit dem Rapper Bushido und dessen Begleitern, nachdem diese Demonstrationsteilnehmer mit homophoben Äußerungen angegriffen hatten. Die Demonstration war mit rund 2.000 Teilnehmern schwächer besucht als in den Vorjahren.

### 2010

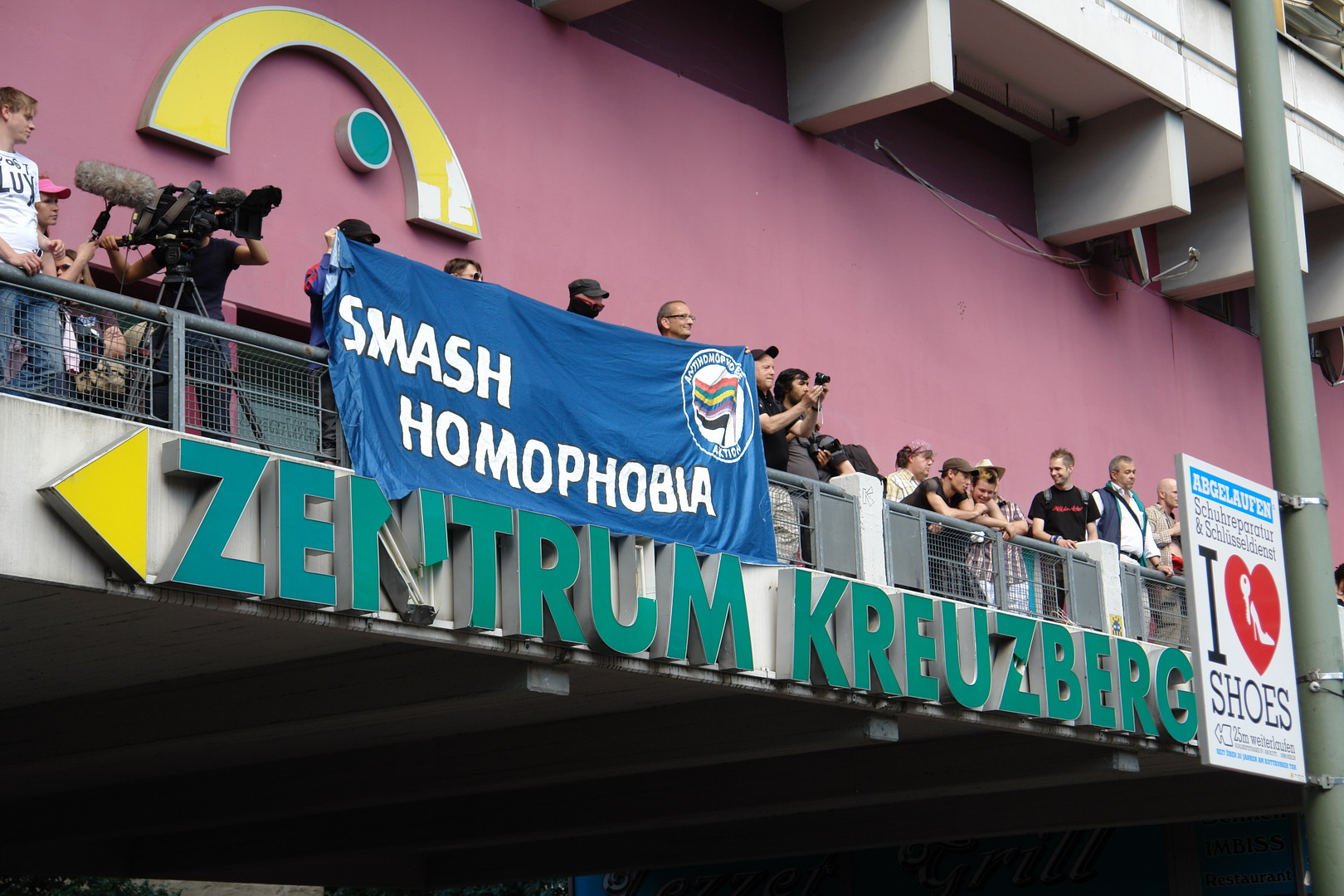
Banneraktion „Smash Homophobia“ am Neuen Kreuzberger Zentrum beim Transgenialen CSD 2010

Der Transgeniale CSD 2010 fand am 26. Juni unter dem Motto Gewaltige Zeiten – gewaltiger queerer Widerstand mit etwa 5.000 Teilnehmern statt, was auch auf die zeitliche Entzerrung vom „großen“ Christopher Street Day und auf die eine Woche zuvor von Judith Butler ausgelöste Rassismus-Kontroverse zurückgeführt wird. Erstmals wurde Das goldene Stück Scheiße am Band verliehen, das an Thilo Sarrazin ging. Am Ort der Auftakt-Kundgebung kam es zu Störungen durch homophobe Passanten.

### 2011
2011 fand der transgeniale CSD am 25. Juni unter dem Motto Queer ist nicht zähmbar, nicht zählbar mit etwa 1.500 Teilnehmenden in Kreuzberg statt.

### 2012
2012 fand der tCSD am 23. Juni unter dem Motto Lasst es glitzern… antifaschistisch – queerfeministisch – antirassistisch – solidarisch statt. 

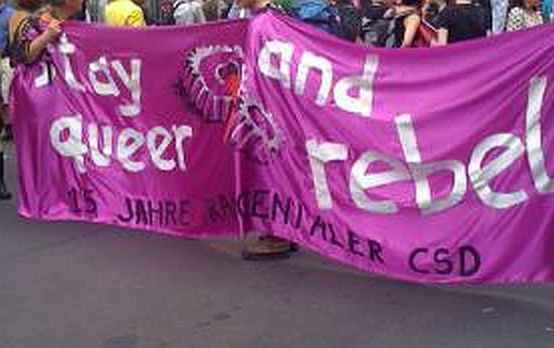
tCSD 2012 Berlin Banner stay queer and rebel

### 2013
2013 fand der nun „t*CSD“ genannte Umzug unter dem Motto Solidarisch Queertopia erkämpfen am 22. Juni mit etwa knapp 1.500 Teilnehmenden ohne das sich sonst anschließende Straßenfest in der Oranienstraße statt. Damit wurde die weiß dominierte Organisationsstruktur des transgenialen CSDs problematisiert.

### 2014
Nachdem es 2014 kein Organisationsteam für den transgenialen CSD gab, organisierte ein neues Team mit Unterstützung durch drei (teilweise) queere Veranstaltungszentren den „Ein CSD in Kreuzberg“ unter dem Motto „Die Oranienstraße ist keine Einbahnstraße. Solidarität auch nicht.“ Die Demo lief am 21. Juni die kurze Strecke des ersten Kreuzberger CSDs vom Oranienplatz direkt zum Heinrichplatz.

### 2015
2015 fand die Demo am 27. Juni als „Kreuzberger CSD“ mit dem Motto „Keine pinke Camouflage!“ statt. Die Demo zog mit etwa 4.000 Teilnehmern vom Oranienplatz durch Kreuzberg zum Heinrichplatz.

### 2016
Die Demo wurde 2016 unter dem Namen X*CSD geführt und am 25. Juni veranstaltet. Der neue Name soll hierbei zeigen, dass die Veranstalter die Demo nicht als „Kreuzberger Folklore“ sehen, sondern als Demonstration mit aktuellem politischen Anspruch, die von und für Menschen aus vielen Ländern gemacht wird. Nach Angaben von Teilen der Organisationsgruppe gab es in der Oranienstraße sexuelle Übergriffe sowie zwei antisemitische Redebeiträge, davon einer von dem Wagenplatz Kanal in der BDS-Kampagne. In Folge fanden sich für 2017 und 2018 keine Veranstalter.

### 2019
Am 28. Juni 2019, genau 50 Jahre nach dem Stonewall-Aufstand, wurde die Tradition eines alternativen bzw. anti-kommerziellen CSD in Berlin mit dem „Libertarian CSD“ fortgeführt. Die Demo, mit über 1000 Teilnehmenden, ging über den Nollendorfplatz (Mahnmal schwuler und lesbischer Opfer des Nationalsozialismus), über den Kurfürstendamm, an der Gedenktafel für HIV-Tote vorbei, am KaDeWe vorbei und zur Motzstraße.
Ein „Radical Queer March“ mit 1.500 Teilnehmenden in Kreuzberg/Friedrichshain am 27. Juli wurde von einer BDS-Gruppe gestört und vorzeitig aufgelöst.

### 2020

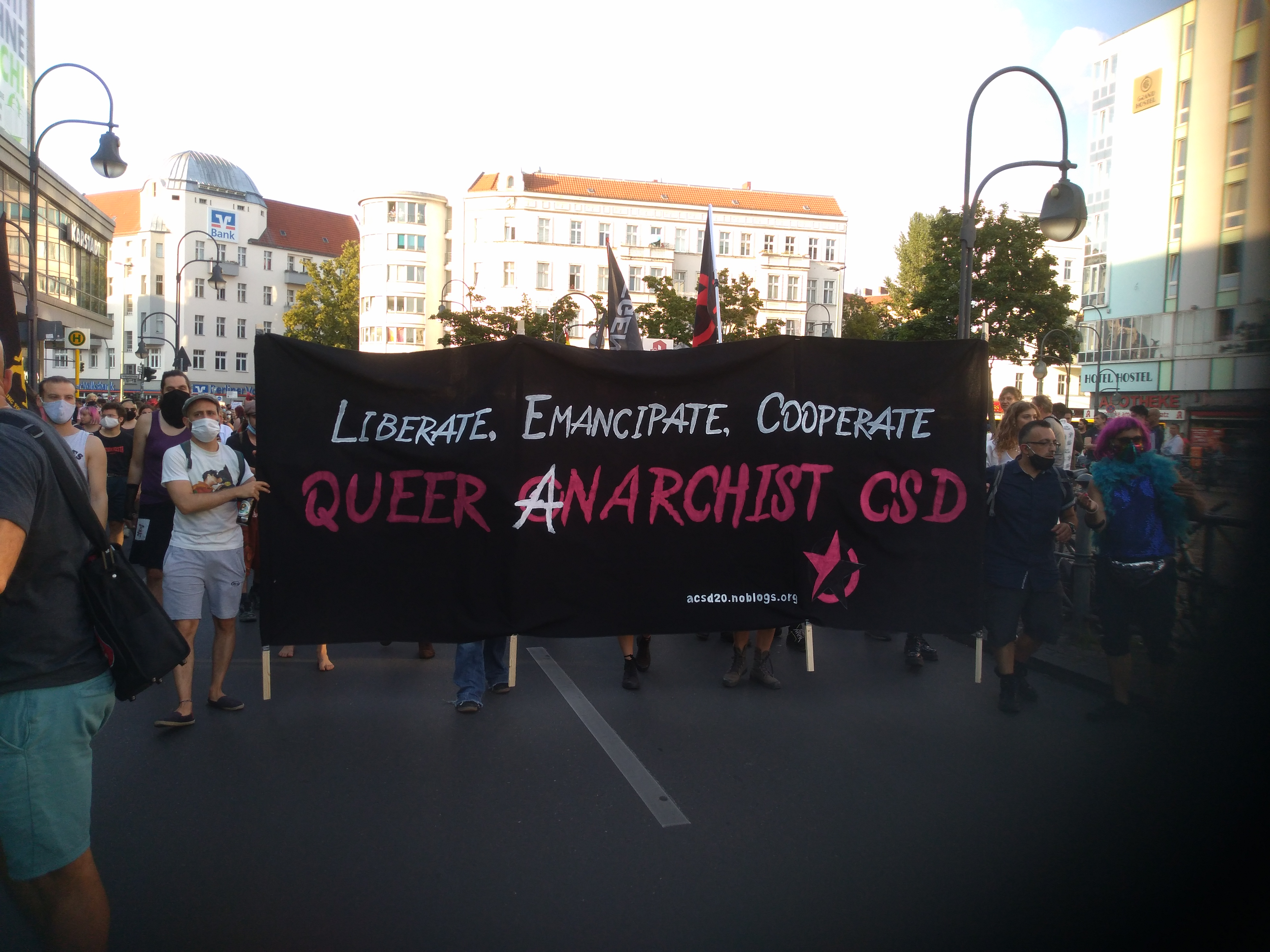
Fronttransparent mit der Aufschrift „Liberate, Emancipate, Cooperate. Queer Anarchist CSD“

Während der kommerzielle CSD wegen der Einschränkungen für Großveranstaltungen in Zeiten der COVID-19-Pandemie frühzeitig abgesagt und vollständig ins Internet verlegt wurde, gab es am Sonnabend, den 27. Juni, einen alternativen CSD mit Abstandsregeln auf der Straße. Eine zweite „Anarchist Queer Pride Rally: Stonewall was a riot – we will not be quiet“ war eine radikale, linke Demo, die sich anschließend der Black-Lives-Matter am Großen Stern anschloss. Am 25. Juli fand ein weiterer „Anarchistischer Christopher-Street-Day“ statt, dessen Route durch Neukölln führte. Einige der Organisierenden waren an früheren tCSDs beteiligt.

### 2020er Jahre
2021 fand der anarchistische CSD als Demonstration mit einer Route vom Märchenbrunnen, einem traditionellen Cruising-Ort, zum Mariannenplatz und 2022 dort als mehrstündige Kundgebung unter dem Motto „Mehr als nur safe spaces: wir wollen die Welt!“ statt.